# Istoria statului Fiji
La mijlocul secolului al XIX-lea, câteva dintre triburile care trăiau în Insulele Fiji au încercat să își extindă dominația asupra  întregii regiuni. Una dintre căpeteniile locale, pe nume Cakobau, a trecut la creștinism și a pus capăt obiceiurilor canibale. În anul 1874, Insulele Fiji au devenit colonie britanică. Englezii au adus în arhipelag zeci de mii de muncitori din India. Acest fapt a condus la apariția unui conflict care persistă și astăzi: indienii îi domină pe băștinași din punct de vedere economi, dar sunt  discriminați politic. După cele două lovituri de stat din 1987, numeroși indieni au părăsit arhipelagul. De atunci, guvernul depune eforturi pentru a crea cel puțin  aparențele armoniei. Dar diferențele care despart cele două grupuri etnice sunt vizibile cu ochiul liber: fiecare trăiește separat, pe teritorii bine delimitate. Insulele Fiji și-au dobândit independența în anul 1970. În 1999, în fruntea guvernului a ajuns pentru prima oară un reprezentant al indienilor, dar, în anul 2000, a avut loc o nouă lovitură de stat inițiată de „fijienii neaoși”.